# Solarward
Solarward — белорусская метал-группа, образована в 2003 году в Минске, в музыкальном плане представляет смесь из
блэк-метала и трэш-метала.

## История
Solarward был образован Kondrath’ом в 2003 году в качестве проекта одного человека. С 2004-го по 2005-й велась работа над дебютным диском «As The Sky Stares Down», который был полностью записан в 2006 году. Диск издавался самим Kondrath’ом крайне небольшим тиражом. После выхода диска к проекту присоединились Shuriuk, Vstrror, Aske и Gres; этим составом были даны первые концерты. Через некоторое время группу покинули Vstrror и Aske, а в 2007 году группа решила перезаписать дебютный диск и попробовать найти издателя. Поиски увенчались успехом лишь в начале 2009-го: была достигнута договоренность с российским лейблом More Hate Productions. После этого произошла ещё одна смена состава: вместо Forneus’а, LSD и Shuriuk’а пришли соответственно D. S., Shaman и Pavk. В 2012 году выходит второй полноформатный диск Solarward. Альбом получил название «How To Survive A Rainout». Изданием снова занялся лейбл More Hate Productions.

## Текущий состав
- Kondrath — гитара, вокал
- Shaman — гитара
- Pavk — бас
- D. S. — ударные

## Дискография
- 2006 — As The Sky Stares Down (EP)
- 2007 — Of Black And White (сингл)
- 2009 — As The Sky Stares Down (альбом, More Hate Productions)
- 2012 — How To Survive A Rainout (альбом, More Hate Productions)[2]

## Видео
- 2008 — War на YouTube
- 2008 — Kingdom Of Frost на YouTube